# Malu Dreyerová
Malu Dreyerová (nepřechýleně Malu Dreyer; celým jménem Maria Luise Dreyer, * 6. únor 1961, Neustadt an der Weinstraße) je německá právnička a politička, zastávající od roku 2013 za Sociálnědemokratickou stranu Německa (SPD) úřad ministerské předsedkyně německé spolkové země Porýní-Falc.

## Životopis
Malu Dreyerová studovala nejdříve učitelství angličtiny a katolické teologie na univerzitě Johanna Gutenberga v Mohuči, posléze přešla na práva.
Do německé sociálnědemokratické strany vstoupila až ve 34 letech. Politickou kariéru započala v roce 1995, když se stala ještě jako bezpartijní starostkou téměř padesátitisícového lázeňského města Bad Kreuznach.

### Ministerská předsedkyně Porýní-Falci (2013–)
V roce 2013 byla zvolena ministerskou předsedkyní německé spolkové země Porýní-Falc, když se ziskem 60 poslaneckých hlasů vystřídala po 18 letech v úřadu svého stranického kolegu a také služebně nejdéle sloužícího německého ministerského předsedu Kurta Becka. V březnu roku 2016 se jí podařilo v zemských volbách předstihnout Julii Klöcknerovou, opoziční kandidátku za CDU, a opětovně obhájit svůj ministerský mandát.

### Osobní život
Malu Dreyerová se vdávala až ve svých 42 letech, jejím manželem je regionální politik Klaus Jensen (SPD), jenž přivedl do nového vztahu z předchozího svazku tři svoje děti.
Je o ní také známo, že trpí od roku 1994, tj. od svých 34 let, roztroušenou sklerózou, čehož na facebooku při volebním klání v roce 2016 nevybíravým způsobem využil Daniel Wilms, protikandidát za CDU, čímž vyvolal na tamější politické scéně vlnu pozdvižení. Při delších pochůzkách je Malu Dreyerová odkázána na invalidní vozík. Prvním politikem, kterému důvěřovala a se svým onemocněním svěřila, byl její stranický kolega Kurt Beck.